# Стара фортеця (фільм, 1938)
«Стара фортеця» — радянський художній фільм 1938 року, який зняв режисер Мирон Білинський на Одеській кіностудії. Фільм не зберігся.

## Сюжет
Екранізація першої частини однойменного роману В. Бєляєва про громадянську війну в Україні.

## У ролях
- Олександр Мельников — Родіон Приходько
- Сергій Петров — директор гімназії
- Андрій Сова — Котька Григоренко
- Федір Левицький — Куниця
- Сергій Тимохін — Валеріан Дмитрович
- Володимир Лісовський — лікар Григоренко
- В. Шамрай — Вася, син Родіона
- Р. Купак — Маремуха
- М. Бурданов — Сергушин
- Сергій Мінін — комісар

## Знімальна група
- Режисер — Мирон Білинський
- Сценарист — Володимир Бєляєв
- Оператор — Яків Куліш
- Композитор — Юлій Мейтус
- Художники — Костянтин Урбетіс, Генріх Болле